# Dmitri Tjomkin

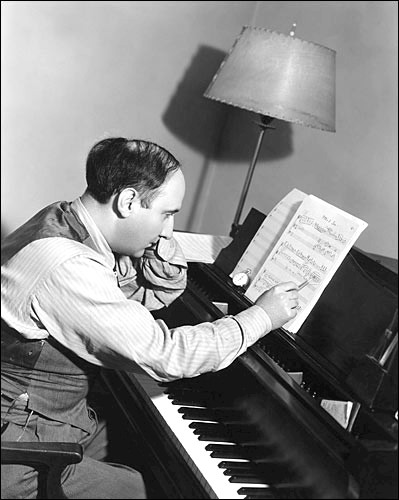
Dmitri Tjomkin in 1937

Dimitri Sinovjevitsj Tjomkin (Russisch: Димитрий Зиновьевич Тёмкин) (Krementsjoek, 10 mei 1894 – Londen, 11 november 1979) was een van de grootste en invloedrijkste filmcomponisten in het Hollywood van de jaren 1950 en 1960, die in één adem kan worden genoemd met namen als Franz Waxman, Miklós Rózsa en Alex North. Zijn specialiteit waren spektakelfilms (onder meer vele westerns) en hitsongs (onder meer Do not forsake me, oh my darlin). Zijn inspanningen voor muziek bij oorlogsdocumentaires in de Tweede Wereldoorlog zijn minder bekend. Tiomkin ontving 22 Academy Award-nominaties en won vier Oscars voor zijn baanbrekende muziek.

## Jeugd, Berlijn en Parijs

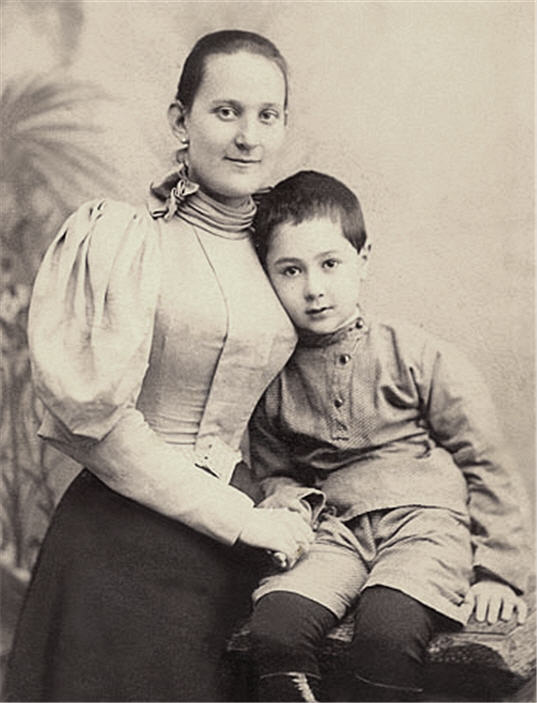
Dimitri Tjomkin met zijn moeder, ca. 1900

Tjomkins moeder leerde hem piano spelen zodra dat fysiek mogelijk was. Zijn vader, die zijn hele leven niets moest hebben van Tjomkins muzikale aspiraties, was arts. Tjomkin werd aangenomen bij het gerenommeerde Conservatorium van Sint-Petersburg waar hij onderricht kreeg van Felix Blumenfeld. Aleksandr Glazoenov was de zeer geapprecieerde directeur van dat instituut. Deze kleurrijke en excentrieke leraar-componist had een enorme invloed op de jonge Tjomkin. Hij stond erop dat Tjomkin ook harmonie en contrapunt bij hem studeerde "omdat het goed voor zijn algemene ontwikkeling was". Een andere manier om zijn studenten te helpen was dat hij hun aanbeval bij de rijke Petersburgse elite waar zij dan pianoles aan de kinderen konden geven. Dat opende de deur voor vele relaties, maar ook voor goed gevulde enveloppen met lesgeld, discreet op de piano achtergelaten. Tjomkin gaf ook pianoles aan Glazoenovs nicht en kon wat gespaard geld naar zijn moeder sturen.
In zijn vrije tijd frequenteerde Tjomkin een café waar hij kennis maakte met de avant-garde van de stad, onder wie Sergej Prokofjev en de balletdanser Michel Fokine. Tjomkin verdiende ook geld bij door films van ‘live’ pianobegeleiding te voorzien, een bijverdienste waarin ook Dmitri Sjostakovitsj uitblonk. Aan het einde van zijn tweede jaar aan het conservatorium vroeg Glazoenov Tjomkin of hij de zomervakantie wilde doorbrengen als privéleraar van prinses Bariatinsky op Ivanoskoye Selo. De prinses was de dochter van tsaar Alexander II. De prinses wilde een jongeman die haar kon begeleiden bij haar zanglessen. Tjomkin accepteerde het aanbod tegen een zeer goede beloning. Met het begin van de Eerste Wereldoorlog kwam een abrupt einde aan deze lessen. Terug in Sint-Petersburg beval Glazoenov hem aan bij graaf Sheremetiev en Tjomkin gaf muziekles aan diens zwarte maîtresse ‘Miss Ruby’. Door haar maakte Tjomkin voor het eerst kennis met ragtime. Na dit kortstondige intermezzo wilde prinses Bariatinsky Tjomkin weer terug. Zij had hem nodig om piano te spelen bij de introductie van haar nieuwe vlam, prins Sergej Obolensky, in Ivanoskoye Selo. Na hun huwelijk en tijdens hun bezoeken nadien aan Sint-Petersburg werd Tjomkin altijd gevraagd de muziek tijdens die bezoeken en de bijbehorende feesten met zijn spel op te luisteren.
De revolutie van oktober 1917 maakte definitief een einde aan deze opdrachten. De aristocratie probeerde het land uit te vluchten. Het land was in chaos. Musiceren was geen prioriteit meer. Voedselschaarste en de uitbraak van cholera veroorzaakten een ramp, en Tjomkin werd ingezet als ‘desinfectant’ en moest huizen waar cholera geheerst had met een team ontsmetten. In 1919, na twee jaar zonder noemenswaardig werk en met ondervoeding, ontwikkelde hij een voortdurende hoest en vreesde hij tuberculose te zullen krijgen. Tjomkin besloot Rusland te verlaten: er was geen werk meer voor een pianoleraar die prinsessen en graven onderwees. Hij vertrok naar zijn vader in Berlijn. Het afscheid van zijn moeder viel hem zeer zwaar.
In Berlijn ontmoette hij een groot aantal andere emigrés en hij slaagde erin (gratis) bij Ferruccio Busoni te studeren, wat hij als een grote eer beschouwde. (Busoni had de gewoonte enorm veel lesgeld te vragen aan mensen die steenrijk waren maar geen talent hadden en gaf daarmee gratis les aan mensen met veel talent maar die niet veel te besteden hadden.) Tjomkin nam het leraarschap weer op, en al vlug was hij in trek als leraar voor de kinderen van rijke ex-Russen. Hij maakte ook kennis met Busoni’s protegés Egon Petri en Michael Zadora. Een belangrijk moment om door te breken als concertpianist was de mogelijkheid om op te treden met het Berliner Philharmoniker. Hij voerde daarmee Liszts Tweede pianoconcert uit. Hij ontmoette ook de excentrieke pianist Michael Kariton, en beiden besloten als een duo naar Parijs te gaan. Een pianistenduo was in die tijd erg in 'en vogue'. In de Parijse salons ontmoette Tjomkin Fjodor Sjaljapin, dé beroemde bas aan de New Yorkse Metropolitan Opera. Hij overstelpte Tjomkin met enthousiaste verhalen over Amerika en de enorme mogelijkheden om daar veel geld te verdienen. Vooral de verhalen van de toen bekende rondtrekkende vaudevilleshows trokken Tjomkin aan. Uiteindelijk besloten Tjomkin en Kariton in te gaan op een aanbod van de Amerikaanse impresario Morris Gest voor zo’n theatertour. Ze zouden aan de drie maanden durende tour elk $10.000,- overhouden.

## New York en Hollywood
Tjomkin arriveerde in New York in 1925. De vaudevilleshow waarmee hij en Kariton rondtrokken heette de ‘Keith/Albee and Orpheum circuit’. Daarbij hoorde ook een balletgezelschap onder leiding van Albertina Rasch, een van oorsprong Oostenrijkse ballerina (en later choreografe), dat door het duo Tjomkin/Kariton muzikaal werd begeleid. Deze zakelijke relatie leidde uiteindelijk tot een huwelijk. In 1927 trouwde Tjomkin met zijn ‘Albertinotchka’ Rasch. In dat jaar maakte hij ook zijn debuut in Carnegie Hall met een recital van (voor Amerikaanse oren) onbekende muziek van Francis Poulenc, Alexandre Tansman, Maurice Ravel en enkele van zijn eigen composities.
Zelf maakte hij kennis met de Amerikaanse populaire muziek en deed hij grote moeite om deze muziekstijl onder de knie te krijgen. Door zijn formele training in Rusland had hij veel problemen met het improviseren en loslaten van zijn aangeleerde ritmische strakheid. Ook produceerde hij met het balletgezelschap van zijn vrouw een ballet op muziek van George Gershwins Rhapsody in Blue.
Een zeer winstgevend aanbod trok het pas getrouwde paar even naar Parijs, waar Tjomkin aan de Opéra optrad. Hij voerde zowel Gershwins Rhapsody uit als de Europese première van diens Concerto in F. Na het Parijse avontuur deden de Tjomkins nog een Amerikaanse tournee, totdat de Grote Depressie toesloeg. Zij namen een uitnodiging aan om naar de filmpremière in Hollywood te komen, en allebei probeerden zij daar werk te krijgen.
In 1929 produceerde Albertina balletnummers voor films van MGM (Metro-Goldwyn-Mayer) en Tjomkin componeerde daar muziek bij. Onder de indruk van beider werk bood MGM Tjomkin een contract aan voor het componeren van muziek bij Albertina’s balletnummers voor de films Devil-May-Care, The Rogue Song en Lord Byron of Broadway. In 1931 kreeg Tjomkin een contract bij Universal Studios voor muziek bij de film Resurrection. Zijn carrière als filmcomponist maakte echter dé grote sprong voorwaarts toen hij in Hollywood Frank Capra ontmoette. De twee ontwikkelden een innige vriendschap en ze begrepen elkaar – zeker in de eerste jaren – volkomen op artistiek gebied. Eerst werkten zij samen voor de film Lost Horizon (1937) waar Tjomkin zijn eerste kans kreeg (en greep) om muziek op grote schaal te componeren. De samenwerking met Capra resulteerde in meer films, zoals You Can’t Take It With You (1938), Mr. Smith Goes to Washington (1939), Meet John Doe (1941), en It's a Wonderful Life (1947).
De concertimpresario’s herontdekten Tjomkin en hij werd weer gevraagd voor concerten. Tjomkin hoopte ook beide activiteiten - componeren voor filmmuziek en concerten geven - te kunnen blijven combineren. Hij speelde onder meer met het Los Angeles Philharmonic onder leiding van Albert Coates Rachmaninoffs tweede pianoconcert. Tijdens een feestje bij een vriend maakte hij een val en brak daarbij zijn arm. Hij herstelde niet voldoende om ooit nog virtuoos piano te kunnen spelen. Hij kon de lokroep van het podium echter niet weerstaan en begon zijn zinnen te zetten op dirigeren, iets wat hij nog nooit goed had gedaan. Een van de stimulansen daartoe kan zijn geweest dat hij niet tevreden was over de kwaliteit van de studiodirigenten. Hij maakte zijn debuut op 16 augustus 1938 met het Hollywood Bowl Orchestra met een suite uit muziek van de film Lost Horizon. Daarna begon hij in de filmstudio’s zelf zijn muziek te dirigeren, eerst bij ‘eenvoudige’ films, later bij al zijn films.
Toen de Verenigde Staten zich in de Tweede Wereldoorlog mengden, werd Tjomkin afgekeurd voor actieve dienst. Hij kreeg de opdracht bij het Army Film Center te gaan werken, waar men oorlogsdocumentaires maakte. Tjomkin voorzag die van muziek. Hij voelde zich daar zeer in zijn element omdat elke wens m.b.t. tot de instrumenten of de omvang van het orkest ingewilligd werd. Geld leek geen probleem. Zijn bijdrage aan The Battle of Russia is vermoedelijk zijn beste werk. Hij gebruikte muziek van Glazoenov, Modest Moessorgski, Aleksander Borodin, Sergej Prokofjev en Nikolaj Rimski-Korsakov voor de muzikale ondersteuning.

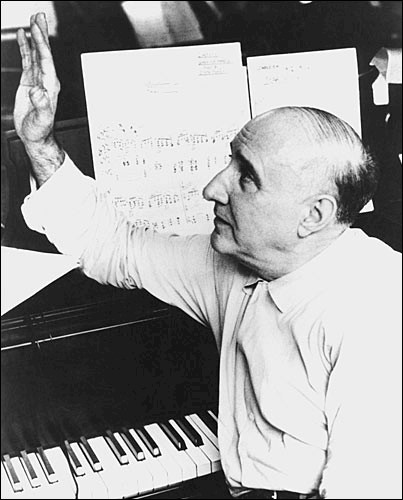
Dimitri Tjomkin (1957)

Tjomkins carrière als filmcomponist nam een hoge vlucht door het succes van de film High Noon (1952). De ongebruikelijke muziek die Tjomkin produceerde en het enorme succes van de song Do not forsake veroorzaakte een gekte om bij elke belangrijke productie filmmuziek te gaan componeren. Na de oorlog ontdekte hij ook het zakendoen. Hij was de eerste componist die voor zijn werk een ‘flat fee’ vroeg: hij kreeg $50.000,- voor zijn werk aan The Guns of Navarone en liet zich voor ieder extra werk extra betalen.
Voor drie Alfred Hitchcockfilms uit de jaren 1950 componeerde hij de muziek: Strangers on a Train (1952); I Confess (1953) en Dial M for Murder (1954). Dat Tjomkin toen vooral beschouwd werd als een componist voor westerns is niet verwonderlijk: al in 1946 deed hij Duel in the Sun. Hij werkte in drie grote films samen met John Wayne: Red River (1948), Rio Bravo (1958) en The Alamo (1960) en hij was ook verantwoordelijk voor het openingsthema van de televisieserie Rawhide. Al in het midden van de jaren 1950 trok zijn stijl genoeg aandacht om ooit aan grootse epische films mee te werken, en dat resulteerde in Land of the Pharaohs (1955), Giant (1955, met Elizabeth Taylor, Rock Hudson en James Dean), Gunfight at the O.K. Corral (1956), The Guns of Navarone (1961, met Gregory Peck, David Niven en Anthony Quinn), The Fall of the Roman Empire (1964, met Sophia Loren, Stephen Boyd en Christopher Plummer) en 55 Days at Peking (1965, met David Niven, Charlton Heston en Ava Gardner). Ook zijn muziek bij de verfilming van Hemingways roman The Old Man and the Sea (1958) maakte grote indruk en leverde hem een Oscar op.
Tjomkins leven in Hollywood eindigde in 1967 door het overlijden van zijn vrouw. Tot overmaat van ramp werd hij na haar begrafenis op weg naar zijn huis overvallen. Hij verkocht alles wat hij had en vertrok naar Londen.

## London
In 1972 hertrouwde hij met Olivia Cynthia Patch. Hij overleed in Londen in 1979. Hij mocht de nieuwe interesse voor zijn muziek niet meer meemaken, maar zijn tweede vrouw bleek een uitstekende pleitbezorger van zijn muziek: zij zorgde er persoonlijk voor dat die de verdiende aandacht kreeg. Belangrijke schrijvers over muziek (zoals Christopher Palmer) en producenten van cd’s met filmmuziek (onder wie Reynold da Silva)) brachten Tjomkins muziek weer onder de aandacht.

## Muzikale en compositorische stijl
In de muziek van Tjomkin ontbreekt het aan elegantie: ze is niet glad, is ontdaan van gesofistikeerde correctheid, is vaak van een ‘van-dik-hout-zaagt-men-planken’kwaliteit en is ogenschijnlijk primitief en zeer vitaal. De tegenhanger van Tjomkin zou John Williams kunnen zijn. De muziek heeft zeker boertige en bombastische kwaliteiten. Tjomkins muziek is daarmee 100 procent Russisch. De beste analyse is geschreven door de Engelse musicoloog Gerald Abraham, wiens studies over Russische componisten in de jaren 1930 uiteenzetten wat de essentie is van Russische muziek. Deze analyse past zeer goed bij Tjomkins muziek. In het hoofdstuk Some psychological peculiarities of Russian creative artists uit On Russian Music beschrijft Abraham dat Russische componisten hun werk meestal beginnen met een ‘trouvaille’ of ‘donnée’ (wat vertaald kan worden als een ‘gegeven’) in plaats van een vacuüm te creëren zoals West-Europese componisten doen. De basis van het componeren in de West-Europese traditie is het systeem van zich ontwikkelende logische ideeën, van wie Beethoven de eerste belangrijke componist was, en dit is totaal vreemd aan Russische ideeën en gedachtegang. Progressief (dat wil zeggen ‘vooruit’) denken is niet Russisch: een Rus overdenkt zijn ideeën, bekijkt ze iedere keer van een andere kant, gooit er een ander sausje over maar evolueert niet. Russische muziek groeit niet, ze wordt niet als actief conflict met iets anders gecombineerd (= West-Europees) maar gevarieerd tot in het oneindige. Een Rus denkt episodisch, een West-Europeaan logisch. Daarom is het proces van filmmuziek componeren zo Russisch. Filmmuziek is namelijk het voortdurend variëren en modificeren van een thema (de meeste scores hebben maar een drietal thema’s) en die worden zelden met elkaar geconfronteerd (zoals Beethoven zou doen). Tjomkins muziek: herhaling met variatie is ideaal voor film. Hoogst succesvolle monothematische composities zoals bij de films High Noon en Gunfight at the O.K. Corral laten dit horen. Voorbeelden van het herhaling-variatie-idee zijn de begrafenismuziek uit Lost Horizon, de processie van de farao uit Land of the Pharaohs en Pax Romana uit The Fall of the Roman Empire: kleurrijk, tweedimensionaal en niet symfonisch.

## Songs
Tjomkin was uiterst succesvol in het componeren van popsongs bedoeld voor de hitparade. Al in de jaren 1920 en 1930 had hij veel populaire liedjes gecomponeerd. Tjomkins eerste succes in dit genre was Do not forsake me, o my darlin, gezongen door Tex Ritter voor de film High Noon uit 1952. De single haalde de 5e plaats in de Billboard hitparade in de Verenigde Staten en won een Oscar voor ‘best song’ in dat jaar. Hij kan als uitvinder van het genre worden beschouwd, en later – bijvoorbeeld in de vele James Bondfilms – werd het standaard een popsong bij een filmsoundtrack te componeren.
Tjomkins succes na Do not forsake me was Thee I Love (Oscarnominatie in 1956) uit de film Friendly Persuasion, dat oorspronkelijk door Perry Como gezongen moest worden. Uiteindelijk kreeg Pat Boone de eer, waarmee diens carrière een hoge vlucht nam. De single verkocht meer dan 1,5 miljoen stuks in de VS. Nog vijf andere songs uit deze film haalden de hitparade: Marry Me, Lead her like a pigeon, The mockingbird in the willow tree, Coax me a little en Indiana holiday. Tjomkin werkte goed samen met het tekstschrijversduo Ned Washington en Paul Frances Webster die al zijn songs van tekst voorzagen. De titelsong van de televisieserie Rawhide werd een hit (laatst nog gezongen in de film Shrek 2). The Green leaves of Summer (Oscarnominatie in 1960), Tennessee babe en Ballad of The Alamo uit The Alamo kunnen bijgeschreven worden als Americana . De films Giant (This then is Texas), The High and the Mighty, Town without Pity, Wild Is the Wind (Oscarnominatie in 1957, gezongen door Johnny Mathis), The Young Land (Strange are the ways of love, Oscarnominatie in 1959) en Return to Paradise produceerden gelijknamige hitsongs. Andere songs werden geen hit maar hebben dezelfde muzikale waarde: Quand je rêve (uit The Big Sky), Wait for Love (uit Tension at Table Rock), Nostalgia (uit Angel Face) en So little time (uit 55 Days at Peking, Oscarnominatie in 1963), of ze waren in de film zo ver op de achtergrond te horen dat ze onvoldoende aandacht kregen: Treu Sein en Das Sundenlied (Kurt Weillachtige pastiches in The Guns of Navarone), Follow the River (uit Night Passage) enz.

## Composities voor films
‘O’ geeft aan dat de filmmuziek een Oscar won (Academy Award ‘Oscar’) en ‘On’ dat de film genomineerd werd voor een Oscar (Academy Award Nomination). Een overzicht van de inhoud, regisseurs en hoofdrolspelers van de film vindt men op de officiële website van Dmitri Tjomkin.

### 1929-1939
- Devil-May-Care, 1929
- Lord Byron of Broadway, 1930
- The Rogue Song, 1930
- Resurrection, 1931
- Alice in Wonderland, 1933
- Mad Love, 1935
- The Casino Murder Case, 1935
- I Live my Life (if You Love me), 1935
- Lost Horizon, 1937 (On)
- The Road Back, 1937
- Spawn of the North, 1938
- The Great Waltz (arrangement van muziek van Johann Strauss), 1938
- You Can’t Take it With You, 1938
- Mr. Smith goes to Washington, 1939 (On)
- Only Angels Have Wings, 1939

### 1940-1949
- Lucky Partners, 1940
- The Westerner, 1940
- Forced Landing, 1941
- Scattergood Meets Broadway, 1941
- Flying Blind, 1941
- The Corsican Brothers, 1941 (On)
- Meet John Doe, 1941
- The Moon and Sixpence, 1942 (On)
- Shadow of a Doubt, 1942
- Why We Fight, 1942
- The Unknown Guest, 1943
- The Imposter, 1944
- Ladies Courageous, 1944
- When Strangers Marry, 1944
- Forever Yours, 1944
- The Bridge of San Luis Rey, 1944 (On)
- Danger Woman, 1944
- Renegades of the Rio Grande, 1944
- Riders of the Santa Fé, 1944
- The Battle of St. Pietro, 1945
- Jungle Captive, 1945
- Dillinger, 1945
- China Little Devils, 1945
- Pardon my Past, 1945
- Whistle Stop, 1946
- Black Beauty, 1946
- Angel on my Shoulder, 1946
- House of Horrors, 1946
- Strange Conquest, 1946
- The Dark Mirror, 1946
- Duel in the Sun, 1946
- Let There Be Light, 1946
- It’s a Wonderful Life, 1947
- The Long Night (arrangement van muziek van Beethoven), 1947
- Tarzan and the Mermaids, 1948
- The Dude goes West, 1948
- So this is New York, 1948
- Red River, 1948
- Canadian Pacific, 1949
- Red Light, 1949
- Champion, 1949 (On)
- Portrait of Jenny (arrangement van muziek van Claude Debussy), 1949
- Home of the Brave, 1949

### 1950-1959
- Dakota Lil, 1950
- Guilty Bystander, 1950
- Champagne for Caesar, 1950
- Dead on Arrival, 1950
- Mr. Universe, 1950
- Cyrano de Bergerac, 1950
- D.O.A., 1950
- The Men, 1950
- Strangers on a Train, 1951
- The Well, 1951
- The Thing (From another World), 1951
- Peking Express, 1951
- Drums in the Deep South, 1951
- Bugles in the Afternoon, 1951
- Mutiny, 1952
- My Six Convicts, 1952
- The Lady in the Iron Mask, 1952
- The Happy Time, 1952
- The Big Sky, 1952
- High Noon, 1952 (2x O, voor de titelsong en de filmmuziek)
- The Fourposter, 1952
- The Steel Trap, 1952
- Angel Face, 1952
- Blowing Wild, 1953
- Take the High Ground!, 1953
- Cease Fire, 1953
- I Confess, 1953
- Jeopardy, 1953
- Return to Paradise, 1953
- Mission over Korea, 1953
- Serpent of the Nile, 1953
- His Majesty O’Keefe, 1954
- The Command, 1954
- Dial M for Murder, 1954
- The High and the Mighty, 1954 (O)
- A Bullet is Waiting, 1954
- The Adventures of Hajji Baba, 1954
- Strange Lady in Town, 1955
- The Court Martial of Billy Mitchell, 1955
- Land of the Pharaohs, 1955
- Friendly Persuasion, 1956 (On voor de titelsong)
- Giant, 1956 (On)
- Tension at Table Rock, 1956
- Gunfight at the O.K. Corral, 1957
- Night Passage, 1957
- Wild Is the Wind, 1957 (On voor de titelsong)
- Search for Paradise, 1957
- The Young Land, 1957 (On voor de titelsong)
- The Old Man and the Sea, 1958 (O)
- Last Train from Gun Hill, 1959
- Rhapsody of Steel, 1959
- Rio Bravo, 1959

### 1960-1971
- The Alamo, 1960 (2x On, voor de titelsong en de filmmuziek)
- The Sundowners, 1960
- The Unforgiven, 1960
- The Guns of Navarone, 1961 (On)
- Town without Pity, 1961 (On voor de titelsong)
- Without each Other, 1962
- 55 Days at Peking, 1963 (On voor de titelsong en de filmmuziek)
- Circus World, 1964
- The Fall of the Roman Empire, 1964 (On)
- 36 Hours, 1964
- The War Wagon, 1967
- Mackenna’s Gold, 1969
- Tchaikovsky, 1971 (On)